# Tierras Altas (hititas)

Mapa de las principales regiones de la antigua Anatolia

Las Tierras Altas fueron una región histórica de Anatolia asentadas en las montañas situadas al este de la capital hitita, Hattusa. Por oposición, las Tierras Bajas fueron las tierras llanas situadas al suroeste de Hattusa y de la región del lago de la Sal.

## Historia
En torno al año 1370 a. C., el rey Tudhaliya III se tuvo que establecer en la ciudad de Samuha, cuando Hattusa fue amenazada, saqueada y ocupada por el vecino pueblo de los kaskas. 
Cerca del 1300 a. C. esta tierra fue gobernada por el que sería Hattusili III, base para el posterior reino de Hakpis.
- Datos: Q3394964